# NORAD
Észak-amerikai légvédelmi  parancsnokság (North American Aerospace Defense Command, NORAD - 1981 márciusig North American Air Defense Command), egy egyesített katonai szervezet az Amerikai Egyesült Államok és Kanada részvételével, amely katonai felügyeletet, szuverenitást és védelmet nyújt az észak-amerikai légtérben. A NORAD főkapitánysága és a NORAD Amerikai Egyesült Államok északi parancsnokságának központja  (USNORTHCOM) a Peterson légierő bázison van El Paso megyében, Colorado Springs közelében. Nem messze innen a Cheyenne Mountain Complex-ben van az alternatív parancsnoki központ. A NORAD parancsnoka és parancsnokhelyettese (CINCNORAD) egy egyesült államokbeli négycsillagos vezérezredes vagy azzal egyenrangú tiszt, illetve egy kanadai háromcsillagos altábornagy vagy annak megfelelő tiszt.

## Felépítése

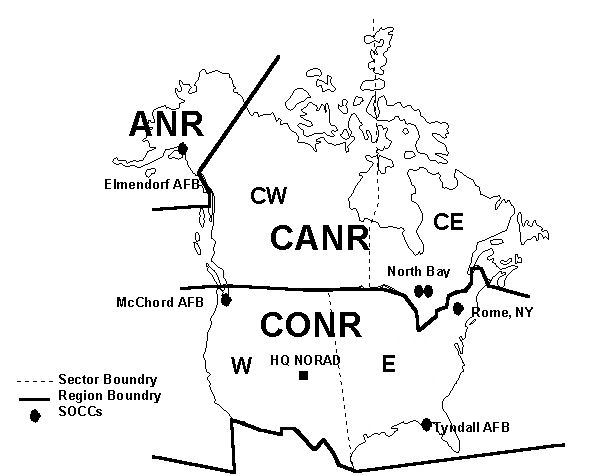
NORAD régiók és szektorok

A NORAD és az Amerikai Egyesült Államok északi parancsnoksága (USNORTHCOM)  Petersonban lévő központja adatbegyűjtő és koordinálási létesítményként szolgál egy világot átfogó érzékelő rendszerben amelynek a célja, hogy a parancsnokának és a vezetőinek Kanadában és az USA-ban pontos képet adjon bármely légi vagy tengeri veszélyről.
Közigazgatásilag a NORAD  három régióra van osztva:
- az alaszkai NORAD (ANR) régió, a tizenegyedik légierő alatt
- a kanadai NORAD (CANR) régió, az 1 kanadai légi hadosztály alatt
- a szárazföldi USA (CONR) régió, az első légierő/CONR-AFNORTH alatt
Úgy a CONR mint a CANR régió, egy keleti és egy nyugati szektorra van osztva.

### NORAD Alaszka régió
A tizenegyedik légierő (Alaszka NORAD régió, ANR) folyamatosan képes érzékelni, konfirmálni és elriasztni minden légtéri fenyegetést a működési körzetében lévő területen belül, a Körzeti Műveleti Vezérlő Központ (ROCC) , Elmendorf-Richardson bázisa irányításával. A bázis 2010-ben jött létre a légierő Elmendorf bázisának és a hadsereg Richardson erődjének egyesülése nyomán.
Az ANR különböző légtéri ellenőrzési feladatot is el tud látni, amelyek magukban foglalják a napi  szuverenitást békeidőben, készenléti helyzetben vagy feszültség idején, és az aktív légvédelmet ember vezette és pilóta nélküli légi járművekkel szemben egy válság idején.
ANR működését aktív és a tartalékos egységek biztosítják. Aktív szolgálatot az amerikai  tizenegyedik légierő (11 AF) és a kanadai fegyveres erők (CAF) teljesít, míg a tartalékos erőket az Alaska Air National Guard szolgáltatja. Úgy a 11 AF mint a CAF aktív személyzetet biztosítanak a Körzeti Műveleti Vezérlő Központnak (ROCC) az alaszkai légtér folyamatos felügyeletére.

### NORAD Kanada régió
A kanadai NORAD régió (CANR) székhelye Winnipegben van. 1983. április 22-én alakult meg és a kanadai légtér katonai felügyeletét és ellenőrzését végzi. A Kanadai Királyi Légierő szolgáltatja a szükséges eszközöket a NORAD-nak. A CANR két részre oszlik, a Kanada keleti szektorra és Kanada nyugati szektorra. Mindkét szektor irányító központja (SOCCs) a North Bay, Ontario bázison van. A rutinfeladatok közé tartozik a pályaadatok, az érzékelők állapota és repülőgép riasztási státusz jelentése a NORAD központjának.
A kanadai légvédelmi erők NORAD alá rendelt egységei a 409-es Harcászati repülőszázad, Cold Lake, Alberta-ban és a 425-ös Harcászati repülőszázad Bagotville, Quebecben. Mindkét egység McDonnell Douglas CF-18 Hornet vadászgépeket használ.
A kanadai lovas rendőrséggel (Royal Canadian Mounted Police) és az Egyesült Államok kábítószer-védelmi szerveivel  együttműködve, figyelemmel kíséri a kábítószer-kereskedelmet. A kanadai NORAD régió figyeli az összes, Kanada partjaihoz közeledő légi forgalmat. Bármely repülőgépet, amelyik nem nyújtott be a repülési tervet, földre lehet kényszeríteni és a kanadai határőrség (Canada Border Services Agency) ellenőrizésének alávetni.

### NORAD kontinentális régió
A Continental NORAD Region (CONR)  a NORAD azon komponense amelynek a feladata a légtér felügyelete és ellenőrzése valamint a szuverenitás biztosítása  az Amerikai Egyesült Államok összefüggő területei (CONUS) felett.
CONR a NORAD jelölése az Egyesült Államok Légierejének (First Air Force)/AFNORTH. A székhelye Tyndall Légibázison, Floridában található. A First Air Force (1 AF) 1990. szeptember 30-án lett felelős az USAF légvédelmi missziójáért. Az AFNORTH az Egyesült Államok légierejének komponense az Amerikai Egyesült Államok északi parancsnokságán  (NORTHCOM) belül.
Az 1  AF/CONR-AFNORTH alá tartozik a Nemzeti Légi Gárda (State Air National Guard Fighter Wings), amelyben a feladatokat polgári pilóták látják el. A gárda elsődlegesen F–15 Eagle és F–16 Fighting Falcon repülőgépeket használ.
A CONR tervezi, vezeti, ellenőrzi, koordinálja és biztosítja a levegő szuverenitását és előírja az Egyesült Államok egyoldalú védelmét. A szervezet a kombinált First Air Force parancsnokságból a Tyndall Légibázison, és két szektorvezérlő központból (SOCC) áll. Az egyik Rome-ban, New York államban a keleti légvédelmi szektornak és a másik a McChord Field bázison, Washington államban a nyugati légvédelmi szektornak, amelyeket aktív szolgálatot teljesítő személyzet lát el, hogy a légtér folyamatos felügyeletét  biztosítsák.
Az 1 AF/CONR-AFNORTH  mint a kontinentális NORAD régió része, kábítószer elleni felügyeleti műveleteket is végrehajt.

## Története

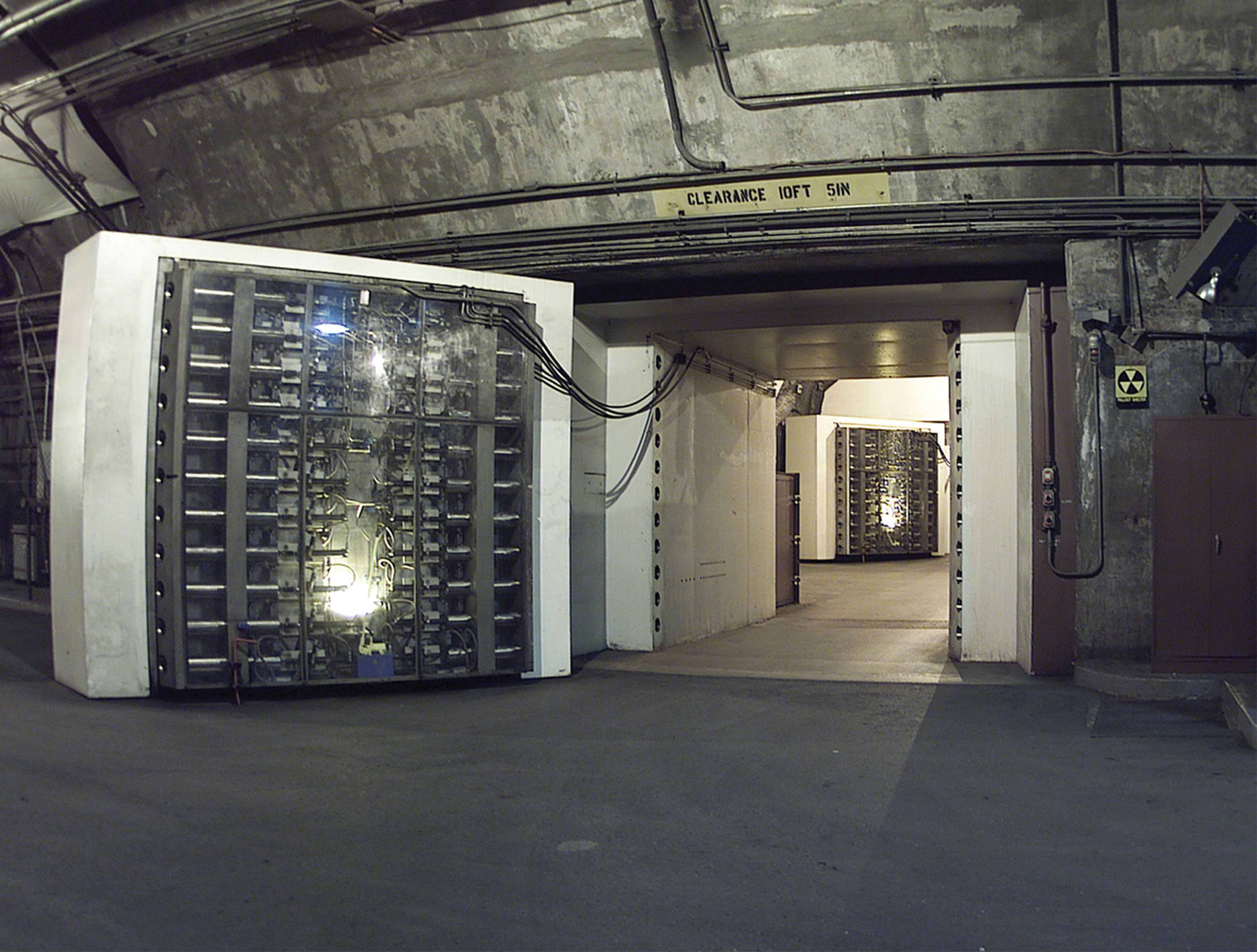
A 25 tonnás, északi bombabiztos ajtó a Cheyenne Mountain atombunker főbejárata, a háttérben levő ajtó mögött az alagút elágazik hozzáférést biztosíva a fő termekhez

NORAD megalakítását a Közös kanadai-amerikai katonai csoport javasolta 1956 végén, amit az Egyesült Államok vezérkara (JCS) 1957 februárban hagyott jóvá és 1957. augusztus 1-jén jelentettek be hivatalosan. A NORAD parancsnoki központját 1957. szeptember 12-én hozták létre a légierő Ent bázisán, Knob Hillben (Colorado Springs). Az 1958-as kétoldali megállapodás előírja, hogy a NORAD parancsnok mindig az Egyesült Államok tisztje, kanadai parancsnokhelyettessel. 1958 végén beindították a Félautomata földi környezet (SAGE) légvédelmi rendszer keretében az Északi kontinentális légvédelmi integráció (CADIN) hálózatot. A NORAD által 1958-ban és 1959-ben benyújtott tervei alapján az átlagos éves kiadás körülbelül öt és fél milliárd dollár, beleértve a gyorsított Nike Zeus program költségeit és a három létesítményt a Ballisztikus rakéták korai figyelmeztető rendszere (BMEWS ) keretében.
A kanadai NORAD bunker egy SAGE AN/FSQ-7 Combat irányító központ számítógéppel 1959-1963 között épült meg, és az USAF nyolc kisebb, AN/FSQ-8, vezérlő központ mindegyike ellátja a NORAD-ot adatokkal és képes irányítani az Egyesült Államok egész légvédelmét. A RCAF 1950-es földi megfigyelő rendszere, a Long Range légiriadó rendszer 1959. január 31-én megszűnt és az azt ellátó, civilekből álló „egységet” (Ground Observer Corps) feloszlatták. A Cheyenne Mountain-i atombunker tervezett missziója 1960 augusztusban bővült egy megerősített központtal, ahonnan a CINCNORAD felügyelné és irányítaná hadműveleteket „űrbeli”, valamint légi támadások ellen. 1981 márciusban a NORAD új neve North American Aerospace Defense Command lett. A honvédelmi miniszter 1960. október 7-én minden űrfelügyeletet a Continental Air Defense Command (CONAD) parancsnoksága alá, míg a műveletek irányítását az észak-amerikai légvédelmi parancsnokság (NORAD) alá rendelte.
A JCS 1960. december 1-én az Ent légi bázist a CINCNORAD operatív ellenőrzése alá helyezte.  A Cheyenne Mountain-i atombunker földmunkálatai és a közös SAC-NORAD gyakorlat során a Sky Shield II, majd 1962. szeptember 2-án a Sky Shield III néven a NORAD szektorok penetrációját színlelték.
NORAD műveletek irányítása 1963-ban a részben föld alatti, a Légvédelmi parancsnokság és a NORAD „közös irányító központjába”, a Chidlaw épületbe költözött. John F. Kennedy elnök meglátogatta a NORAD parancsnokságot, a légierő tiszti iskolájának 1963. június 5-i évzárója alkalmával. 1964. október 30-án a NORAD működtetni kezdte a harcászati irányító központot (Combat Operations Center) a Cheyenne Mountain komplexumban. 1965-ben mintegy 250.000 amerikai és kanadai vett részt a NORAD üzemeltetésében. A Cheyenne Mountain komplexum végleges átadására 1966. február 8-án került sor.

### 1968-as átszervezés
A NORAD parancsnokság  átrendezése 1968. november 15-én kezdődött (pl. (Army Air Defense Command, (ARADCOM)) és 1972-ben nyolc NORAD "regionális terület" volt és a NORAD Cheyenne Mountain komplexum fejlesztési program (427M System) 1979-ben kezdte meg a működését.

### Téves riasztások
1967. május 23-án egy napvihar megzavarta az amerikai hadsereg sarkvidékeket pásztázó radarjait, amelyet az amerikai légierő egy szovjet atomtámadás előkészítése jeleként értékelt. Ma már ismert dolog, hogy a napviharok elektromágneses zavarokat okozhatnak, amelyek hatással lehetnek a rádiókommunikációs rendszerekre és az elektromos hálózatokra, abban az időben azonban még nem minden katonai vezető volt tisztában ezzel. Az amerikai hadsereg az űrkorszak hajnalán, az 1950-es években kezdte megfigyelni a naptevékenységet, hogy pontosabb előrejelzésekkel szolgáljon arról, milyen hatással van az űridőjárás a Földre. Létrehozták a Légierő Meteorológiai Szolgálatát (AWS), amely az 1960-as évektől figyelte meg a napkitöréseket. Megfigyelőik szerte az országban megtalálhatók voltak, és rendszeresen egyeztettek az Észak-amerikai Légtérvédelmi Parancsnokság (NORAD) napszakértőivel. 1967-ben ezeket a riportokat gyakran naponta küldték a NORAD-nak. Május 18-án a megfigyelők szokatlanul nagyszámú napfoltot vettek észre. Öt nappal később napvihar tört ki, amely Új-Mexikóban és Coloradóban szabad szemmel is látható volt. Mivel a jelenség nagyjából a Föld irányába tartott, várható volt, hogy 36-48 órával később egy koronakidobódás következtében a napkorona egy darabja eléri a Földet. Május 23-án a NORAD ballisztikus rakétavédelmi jelzőrendszerének három északi radarja meghibásodott.  Néhány katonai vezető a megfelelő információk hiányában indításra kész állapotba helyezte a hadsereg atombombával felszerelt repülőgépeit. A NORAD naptevékenységért felelős központja azonban még éppen időben értesítette a parancsnokokat a valós helyzetről, így sikerült megelőzni a nukleáris katasztrófát.
1979. november 9-én egy technikus betöltött egy kísérleti szalagot, de elfelejtette átállítani „tesztre” a rendszer állapotát, ami  állandó hamis figyelmeztetésekhez vezetett és átterjedt két "kormánybunkerre", valamint irányító pontokra világszerte.
1980. június 3-án és június 6-án egy számítógépes kommunikációs eszköz meghibásodása okozott figyelmeztető üzeneteket, szórványosan amerikai légierő irányító pontokon szerte a világon, hogy egy nukleáris támadás történt.

### 1980-as átszervezés

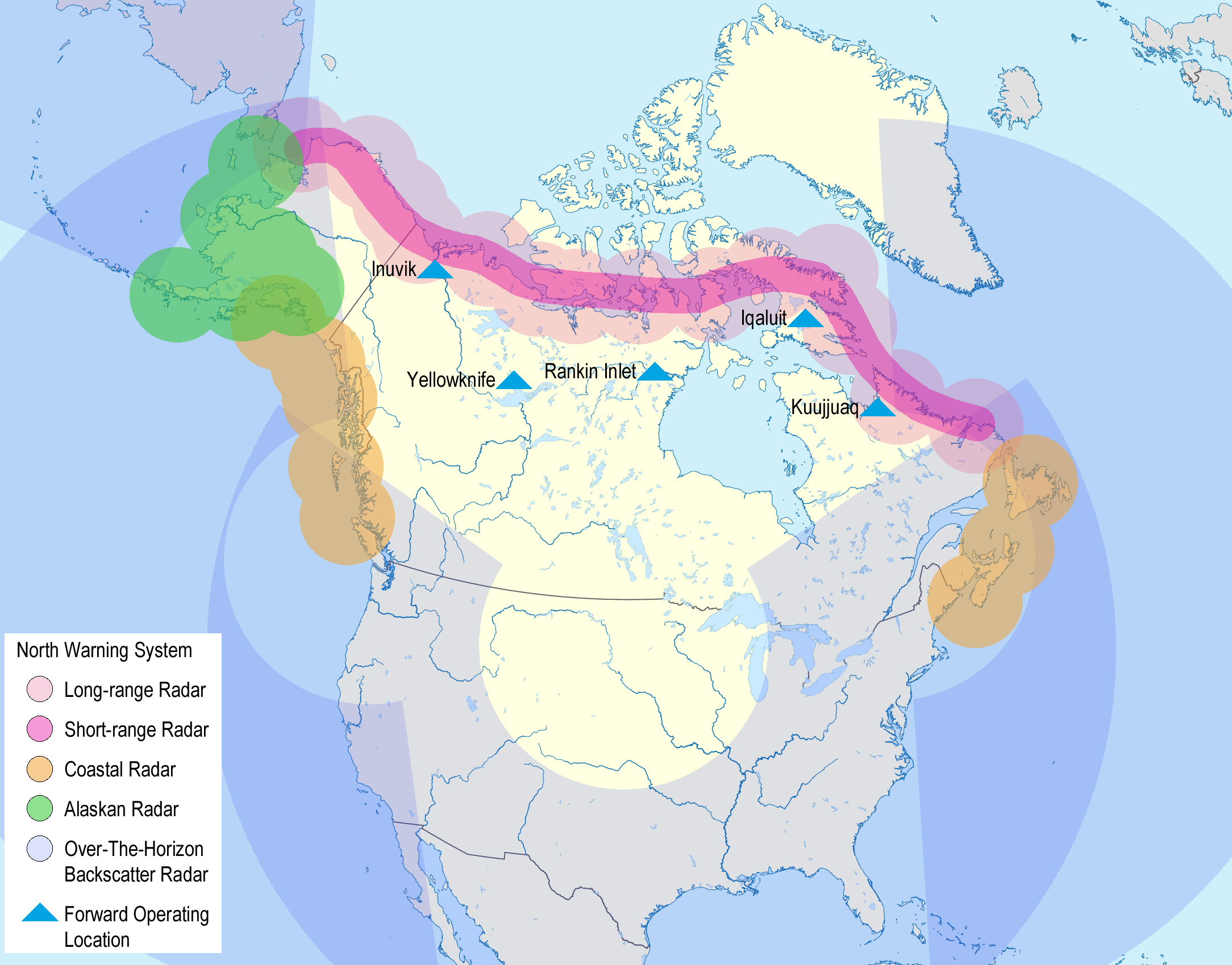
Az Északi riasztó rendszer (North Warning System) ahogy az USA és Kanada képzelte 1987-ben

Az 1979-es közös amerikai-kanadai légvédelmi tanulmány után a parancsnoki struktúra  megváltozott, például 1979. december 1-jén a Stratégiai légi parancsnokság (Strategic Air Command, SAC) átvette a ballisztikus rakéta figyelmeztető és űrfelügyeleti  létesítmények ellenőrzését az ADCOM-tól.  Az Aerospace Defense Command főparancsnoksága 1980. március 31-én megszűnt és Cheyenne Mountain-i szervezet lett az "ADCOM" különleges parancsnoksága, ugyanaz a NORAD parancsnok alatt. 1982-ben a NORAD off-site tesztelő létesítményeket a Peterson bázisra helyezik.  A DEW Line rendszert lecserélik az északi riasztó rendszerre (NWS). A tanulmány javasolja az Over-the-Horizon Backscatter (OTH-B) hosszú hatótávolságú radarok telepítését, fejlettebb harci gépek beszerezését és az E-3 Sentry AWACS felderítő repülőgép nagyobb mértékű alkalmazását. Ezeket az ajánlásokat a két ország kormánya 1985-ben elfogadta. Ugyanez év szeptemberében megalakul az Egyesült Államok űrparancsnoksága (United States Space Command) kiegészítésként, de nem képezi a NORAD részét.

### A hidegháború után
1989-ben a NORAD műveleteket kiterjesztették a kábítószer elleni műveletekre, például az Egyesült Államok és Kanada között működő kis repülőgépek nyomon követése. Dew Line rendszert 1986 és 1995 között az északi riasztó rendszer (NWS) váltotta fel. A Cheyenne Mountain-i létesítményt is korszerűsítik, de a javasolt OTH-B radarok közül jelenleg egy sem működik.
A 2001. szeptember 11-ei terrortámadások után a NORAD Légi riasztó központ küldetését kiterjesztették Észak-Amerika belső légterére is.

## Parancsnokok
- Earle E. Partridge, Az Amerikai Egyesült Államok Légiereje (USAF) 1957 - 1959
- Laurence S. Kuter, USAF 1959 - 1962
- John K. Gerhart, USAF 1962 -1965
- Dean C. Strother, USAF 1965 - 1966
- Raymond J. Reeves, USAF 1966 - 1969
- Seth J. McKee, USAF 1969 - 1973
- Lucius D. Clay Jr., USAF 1973 - 1975
- Daniel James, Jr., USAF 1975-1977
- James E. Hill, USAF 1977-1979
- James V. Hartinger, USAF 1980-1984
- Robert T. Herres, USAF 1984-1987
- John L. Piotrowski, USAF 1987-1990
- Donald J. Kutyna, USAF 1990-1992
- Charles A. "Chuck" Horner, USAF 1992-1994
- Joseph W. Ashy, USAF (1994 – august 1996)
- Howell M. Estes III, USAF 1996-1998
- Richard B. Myers, USAF 1998-2000
- Ralph E. "Ed" Eberhart, USAF 2000-2004
- Timothy J. Keating, Az Amerikai Egyesült Államok Haditengerészete (USN) 2004-2007
- Victor E. Renuart Jr., USAF 2007-2010
- James A. Winnefeld, Jr., USN 2010-2011
- Charles H. Jacoby, Jr., USAF 2011-2014
- William E. Gortney|Bill Gortney, USN 2014-2016
- Lori J. Robinson, USAF 2016-2018
- Terrence J. O'Shaughnessy, USAF 2018-2020
- Glen D. VanHerck, USAF 2020-

## A kultúrában

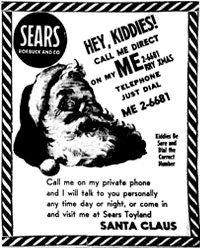
1955-ben a Sears üzlethálózat reklámja megadta a Mikulás telefonszámát, ami tévedésből a NORAD irányító központjáé volt

### Film és televízió
A NORAD irányítóközpontot ábrázolták a Dr. Strangelove, avagy rájöttem, hogy nem kell félni a bombától, meg is lehet szeretni szatirikus filmben, Peter Sellersszel a főszerepben és a Bombabiztos című filmben Henry Fonda főszereplésével. Mindkét filmet 1964-ben készítették. Egy televíziós adaptációját a Bombabiztos filmnek 2000-ben mutatták be George Clooney és Richard Dreyfuss főszereplésével.
A Cheyenne Mountain komplexumban filmezték az 1983-as Háborús játékok filmet, valamint a Jeremiah és a Csillagkapu sci-fi televíziós sorozatokat. A NORAD főhadiszállás mint a NASA menedékhelye szerepel a 21. században, a 2014-es Csillagok között című sci-fi filmben. A rettegés arénája című filmben muszlim szélsőségesek el akarják pusztítani a NORAD központját. Az intézmény szerepel A függetlenség napja című, 1996-os filmben is.

### NORAD nyomon követi a Mikulást
Egy reklámhúzásként, 1955. december 24-én a NORAD elődje, a Kontinentális légvédelmi parancsnokság (Continental Air Defense Command, CONAD) tájékoztatta a sajtót, hogy észlelte a Mikulás szánját, hozzátéve, hogy a "CONAD, Az Amerikai Egyesült Államok hadserege, Az Amerikai Egyesült Államok Haditengerészete és Az Amerikai Egyesült Államok Tengerészgyalogsága légiereje továbbra is nyomon követi és megvédi a Mikulást és a szánját egy esetleges támadástól azok részéről, akik nem hisznek a karácsonyban". Így született meg a karácsonyi hagyomány, az úgynevezett "NORAD nyomon követi a Mikulást" program. Minden év karácsony estéjén a program nyomon követi a Mikulást, „ahogy elhagyja a Északi-sarkot és ajándékokat visz a gyermekeknek szerte a világon”.

## Fordítás
Ez a szócikk részben vagy egészben  a   North American Aerospace Defense Command című angol Wikipédia-szócikk fordításán alapul.  Az eredeti cikk szerkesztőit annak laptörténete sorolja fel. Ez a jelzés csupán a megfogalmazás eredetét és a szerzői jogokat jelzi, nem szolgál a cikkben szereplő információk forrásmegjelöléseként.

Ez a szócikk részben vagy egészben  a   NORAD című román Wikipédia-szócikk fordításán alapul.  Az eredeti cikk szerkesztőit annak laptörténete sorolja fel. Ez a jelzés csupán a megfogalmazás eredetét és a szerzői jogokat jelzi, nem szolgál a cikkben szereplő információk forrásmegjelöléseként.